# Willy Ruys
Henri Guillaume Gerard Corneille Ruijs (Willy Ruys) (Amsterdam, 20 augustus 1909 – Utrecht, 1 april 1983) was een Nederlands acteur. Hij is vooral bekend geworden door zijn rol in de televisieserie Pipo de Clown.

## Carrière
Ruys groeide op in Amsterdam. Zijn vader Guillome Ruys was toneelspeler, evenals zijn ooms Cor Ruys en Anton Ruys, die Het Vrije Toneel oprichtten.
Willy Ruys volgde nooit een toneelopleiding. Hij begon zijn carrière in 1931 aan de zijde van zijn oom Cor, in de revue Goed Nieuws. Hierna speelde hij in revues van Louis Davids, Fien de la Mar en Wim Kan. Hij was tevens te zien in serieuze stukken, onder andere bij het Rotterdams Toneel. Daarnaast trad hij op in operettes, waaronder De barbier van Sevilla. In 1937 reisde hij met Cruys Voorbergh, Joan Remmelts en Coba Kelling naar Nederlands-Indië voor een serie optredens. Na de oorlog speelde hij in enkele toneelstukken van Eugène Ionesco. In 1955 maakte Ruys zijn filmdebuut in Ciske de Rat. 
Drie jaar later, in 1957, kreeg hij landelijke bekendheid in zijn rol als circusdirecteur Dikke Deur in Pipo de Clown. De kreet "Pipo, koeien!" werd zijn handelsmerk. Ruys speelde uiteindelijk slechts mee in drie seizoenen van Pipo de Clown, maar Ruys' karakter als luie circusdirecteur verwierf grote bekendheid. Daarnaast bestrijken de drie periodes waarin Ruys meespeelde (1958-1959, 1966-1968 en 1974-1975) bijna de hele periode van de serie. Ruys was trots op het succes van de rol, maar merkte ook dat regisseurs hem niet meer kozen voor andere rollen, het zogeheten swiebertje-effect. In 1976 was hij nog op televisie te zien als marskramer in de kinderserie Pommetje Horlepiep; verder zou hij nog slechts enkele bijrollen spelen.
Ruys maakte van 1964 tot kort voor zijn dood deel uit van de hoorspelkern van de NRU en haar opvolger NOS. Naast zijn werk als acteur, zette Ruys zich tevens jaren in voor het amateurtoneel, als regisseur bij het Goois Toneel in Bussum.
Aan het eind van zijn leven tobde Ruys met zijn gezondheid. Hij overleed uiteindelijk onverwacht op 1 april 1983 na een kortstondig ziekbed in een Utrechts ziekenhuis. Hij werd 73 jaar. Hij werd begraven op begraafplaats Zuiderhof in Hilversum.

## Activiteiten
- Hoorspel De populist in 1969
- Hoorspel Een Eigenaardige Man in 1969
- Hoorspel Mijn Gevoel Zegt Mij in 1974
- Hoorspel Zonder angst of haat in 1977
- Hoorspel Zomaar een breimachine in 1977
- Hoorspel De kersenbonbon in 1980